# Rineloricaria cachivera
Rineloricaria cachivera — вид сомоподібних риб з родини лорікарієвих. Описаний у 2023 році. Ендемік Колумбії.

## Назва
Видова назва cachivera відноситься до потоку води, який бурхливо біжить між скелями. У космології корінних народів ваупе, води річок населені різними надприродними створіннями, яких потрібно шанувати, радитися з ними та заспокоювати в ритуалах шаманів; ці істоти живуть і охороняють головним чином кахівери річок, де люди є більш вразливими та стикаються з найбільшою небезпекою. Вид був названий в пам'ять про колумбійського їхтіолога Хав'єра Алехандро Мальдонадо-Окампо «Нано» (1977-2019), який зібрав новий вид у кахіверах «Трубон» і «Ла Мохарра». Мальдонадо-Окампо загинув під час екскурсії 2 березня 2019 року після того, як його човен перекинувся в річці Ваупес. 5 березня його смерть була підтверджена після того, як його тіло знайшли за 73 кілометри нижче за течією.

## Опис
Rineloricaria cachivera відрізняється від інших видів тим, що попереду від першої переддорсальної пластинки є малопомітний сідлоподібний знак; наявність темних, дифузних плям, присутніх у вигляді однорідного темного кольору вздовж більшої частини спинної частини голови, без смуг або плям на голові; довга морда, яка займає більше половини довжини голови (HL), між 58,0% і 66,3% HL; оголена ділянка на клітці від краю нижньої губи до початку грудного плавця; наявністю п'яти рядів бічних пластинок у поздовжніх рядах під спинним плавцем. Вид морфологічно подібний до Rineloricaria daraha; однак його можна відрізнити за наявністю шести розгалужених променів грудних плавців (проти семи) і поверхнею нижньої губи з короткими товстими сосочками (проти довгих сосочків).